# Sherman Hemsley
Pour les articles homonymes, voir Hemsley.
Sherman Hemsley est un acteur américain né le 1er février 1938 à Philadelphie, Pennsylvanie (États-Unis), mort le 24 juillet 2012 à El Paso, Texas (États-Unis).

## Filmographie
- 1979 : Love at First Bite : Reverend Mike
- 1981 : Purlie (TV) : Gitlow Judson
- 1985 : Alice au pays des merveilles (Alice in Wonderland) (TV) : La Souris
- 1986 : Stewardess School : Mr. Buttersworth
- 1986 : Combat High (TV) : Judge Daley
- 1987 : Ghost Fever : Buford / Jethro
- 1989 : Liberian Girl : (Clip de Michael Jackson) Lui-même
- 1990 : Club Fed : The Reverend
- 1990 : Camp Cucamonga (TV) : Herbert Himmel
- 1992 : Le Prince de Bel-Air : Juge George Robertson  (TV)
- 1993 : Townsend Television (série TV) : Wizard of Oz
- 1993 : Monsieur Nounou (Mr. Nanny) : Burt Wilson
- 1994 : Home of Angels : Buzzard Bracken
- 1994 : New Year's Rotten Eve (vidéo)
- 1995 : The Misery Brothers : Rev. Scheister
- 1995-1998 : Sister Sister (TV) : Jimmy Campbell
- 1996 : Goode Behavior (série TV) : Willie Goode
- 1997 : Sprung : Brotha #1
- 1997 : Casper, l'apprenti fantôme (Casper: A Spirited Beginning) (TV) : Grocer
- 1998 : Clips' Place (TV)
- 1998 : Supersens (Senseless) : Smythe / Bates Doorman
- 2000 : Graine de héros (Up, Up, and Away!) (TV) : Edward / Steel Condor
- 2000 : Miss Grippe-sou (Screwed) : Chip Oswald
- 2004 : Mr. Ed (TV) : Mr. Ed (voix)
- 2009 : American Pie présente : Les Sex Commandements